# Animagus
U knjigama o Harryju Potteru animagus je vještica ili čarobnjak koji se može svojevoljno pretvoriti u neku određenu životinju, a zatim natrag u čovjeka.
Teško je postati animagus, a transformacije mogu poći po zlu. Animagusi mogu preuzeti oblik samo jedne životinje. Nadalje, izbor životinje nije na vještici ili čarobnjaku. To je odraz osobina i prirode pojedinca. Isto je i s obličjem Patronusa, a pretpostavlja se da su animagusovo obličje i obličje Patronusa isti. To ne mora biti točno zato što još nijedan animagus u knjigama nije koristio čaroliju Patronus. U romanima se pojavilo nekoliko animagusa, a prva od njih bila je Minerva McGonagall koja je veći dio prvog poglavlja Harryja Pottera i Kamena mudraca provela u obličju mačke.
Peteru Pettigrewu, Jamesu Potteru i Siriusu Blacku bile su potrebne gotovo tri godine (između njihove treće i pete godine školovanja) da shvate kako se pretvoriti u životinju. Nije poznato koliko bi za isti proces trebalo potpuno obrazovanoj vještici ili čarobnjaku.
Dok je u životinjskom obličju, čarobnjak ili vještica zadržava sva osjetila i misli. Jednostavno rečeno, oni imaju sposobnosti životinje u koju su se pretvorili, ali zadržavaju ljudsku narav. Svi se animagusi moraju registrirati u Ministarstvu magije zato što pretvaranje u životinje može biti veoma opasno; također, registriranje posebnih obilježja svakog animagusa omogućava Ministarstvu praćenje zločina koje su animagusi možda počinili u životinjskom obličju, ali i praćenje onih koji u tom obličju pokušavaju izbjeći pravdu. Čini se da taj proces nije previše uspješan, vjerojatno zbog teškoća pri provođenju propisa.
Druga vještica ili čarobnjak može pomoću svog štapića natjerati čarobnjaka u životinjskom obličju da se pretvori u čovjeka (HP3).

## Registrirani animagusi
U trećoj knjizi, čija se radnja događa tijekom 1993. i 1994., spominje se da je tijekom 20. stoljeća registrirano samo sedam animagusa. Jedini je poznati registrirani animagus Minerva McGonagall koja se može pretvoriti u mačku.

## Neregistrirani animagusi
U Harryju Potteru i zatočeniku Azkabana otkriveno je da je James Potter bio animagus koji se pretvarao u jelena, Sirius Black pretvarao se u psa, a Peter Pettigrew u štakora; nijedan od njih trojice nije bio registriran, a mijenjanjem obličja potpuno su ovladali tijekom pete godine školovanja u Hogwartsu.
Ronov kućni ljubimac, štakor Šugonja, zapravo je bio Peter Pettigrew koji je prerušen živio dvanaest godina. On je do sada jedini animagus iz knjiga koji je tako dugo ostao u životinjskom obličju. 
U Harryju Potteru i Plamenom peharu otkriveno je da je Rita Skeeter, novinarka jednog tabloida, dolazila do svih "sočnih" priča u obličju kukca.